# My Name Is Nobody (película de 2014)
My Name Is Nobody es una película estadounidense de acción, biografía y drama de 2014, dirigida por Phillip Penza, que a su vez la escribió, en la fotografía estuvo Jonathan S. Abrams y Matthew Corbisiero, los protagonistas son Lorenzo Lamas, Audrey Beth y Toni L. Mitchell, entre otros. El filme fue realizado por Little Books Little Films y se estrenó el 5 de noviembre de 2014.

## Sinopsis
Phillip Penzeda, nació en la pobreza, en el distrito de Brooklyn, tiene que lidiar con los prejuicios étnicos, el amor real y la pérdida.